# 日本語文章能力検定
日本語文章能力検定（にほんごぶんしょうのうりょくけんてい、文検）は日本語文章能力検定協会によって実施されていた日本語文章に関する検定。試験では内容把握能力・構成能力・表現能力・作成能力の4つの能力を判定される。
公開会場（個人受検）としては日本漢字能力検定協会の実施する日本漢字能力検定と共に年3回実施されていたが、平成21年度より下記の通り休止した。2013年（平成25年）10月から日本漢字能力検定協会により文章読解・作成能力検定（ぶんしょうどっかい・さくせいのうりょくけんてい、略称：文章検）として再開している。再開当初は2級から4級までの団体受験に限定され、各級のレベルは改めて設定された。2025年現在では個人受験も行われている。
文章読解・作成能力検定で想定される文章読解と文章作成の目的レベル
- 2級 - 高等教育で高度な教養を主体的に身につける、あるいは、社会人として求められる文章作成を行う
- 準2級 - より高度な学習を目指す、あるいは、実社会での有効なコミュニケーションの実現
- 3級 - 高校での積極的な理解・表現活動、知的言語活動、あるいは、実社会におけるコミュニケーション
- 4級 - 読む・書く活動を円滑に行い、基礎的な知的言語活動を行う

団体受験は年6回(2級のみ年1回)、個人受験は年1回行われる。

## 受験級
| 級    | 難易度                                                 | 試される力                                             |
| ----- | ------------------------------------------------------ | ------------------------------------------------------ |
| 1級   | 専門職レベル                                           | 構成力・作成力・推敲力                                 |
| 準1級 | 管理職レベル                                           | 構成力・作成力・推敲力                                 |
| 2級   | 大卒者レベル                                           | 内容把握力・語彙力・構成力・表現力・作成力・推敲力     |
| 準2級 | 高卒者レベル                                           | 内容把握力・語彙力・構成力・表現力・作成力・推敲力     |
| 3級   | 高等学校レベル                                         | 内容把握力・語彙力・構成把握力・表現力・作成力・推敲力 |
| 4級   | 義務教育＋高等学校教育で必要な最低限の基礎表現力レベル | 内容把握力・語彙力・構成把握力・表現力・作成力         |
| 5級   | 義務教育レベル                                         | 語彙力・構成把握力・表現力・作成力                     |
| 6級   | 中学校レベル                                           | 語彙力・構成把握力・表現力・作成力                     |
| 7級   | 小学校高学年レベル                                     | 語彙力・構成把握力・表現力・作成力                     |

※尚、5～7級及び1・準1級はそれぞれ同じ問題である。

## 実施中止について
平成21年度第2回以降（平成21年8月以降）の日本語文章能力検定を当面の間休止することとし、再開の日時が決定したら改めて通知する旨が、平成21年6月24日に日本語文章能力検定協会のウェブサイトで発表された。平成25年10月より日本漢字能力検定協会の運営により、文章読解・作成能力検定として再開。

## 参考資料
1. ↑  公式サイト(アーカイブ)（2009年7月28日閲覧）